# یسترابی ف کرکونوشیخ
یسترابی ف کرکونوشیخ (به چکی: Jestřabí v Krkonoších) یک منطقهٔ مسکونی در جمهوری چک است که در ناحیه سمیلی واقع شده‌است.